# Eider Merino
Eider Merino Cortázar (Valmaseda, 2 augustus 1994) is een Spaans voormalig wielrenster, die actief was op de weg en in het veld. In 2018 was ze Spaans kampioene op de weg.

## Carrière
Merino won in 2011 het Spaans kampioenschap op de weg bij de junioren. Een jaar later werd ze 13e op het WK op de weg bij de junioren in Valkenburg. In 2014 won ze het jongerenklassement van de Emakumeen Bira en in 2015 werd ze derde in La Classique Morbihan. In 2016 reed ze met de Spaanse nationale selectie in de Tour de l'Ardèche en werd zesde in de derde etappe met aankomst op de Mont Ventoux; in het eindklassement werd ze achtste. Ze won in 2017 de eerste etappe en het eindklassement van de Ronde van Burgos. In 2018 won ze het Spaans kampioenschap op de weg bij de elite. In dat jaar won ze de 4e etappe van de Tour de l'Ardèche en werd ze 3e in het eindklassement. In de Giro Rosa 2018 werd ze 4e in de koninginnenrit naar de Monte Zoncolan en 8e in het eindklassement.
Tussen 2013 en 2017 reed Merino bij de Baskische wielerploeg Lointek. Van 2018 tot en met 2020 reed ze bij Movistar Team. In 2021 kwam ze uit voor A.R. Monex, in 2022 voor Le Col-Wahoo en in 2023 voor Laboral Kutxa-Fundación Euskadi.
Haar oudere broer Igor Merino is ook wielrenner.

## Palmares

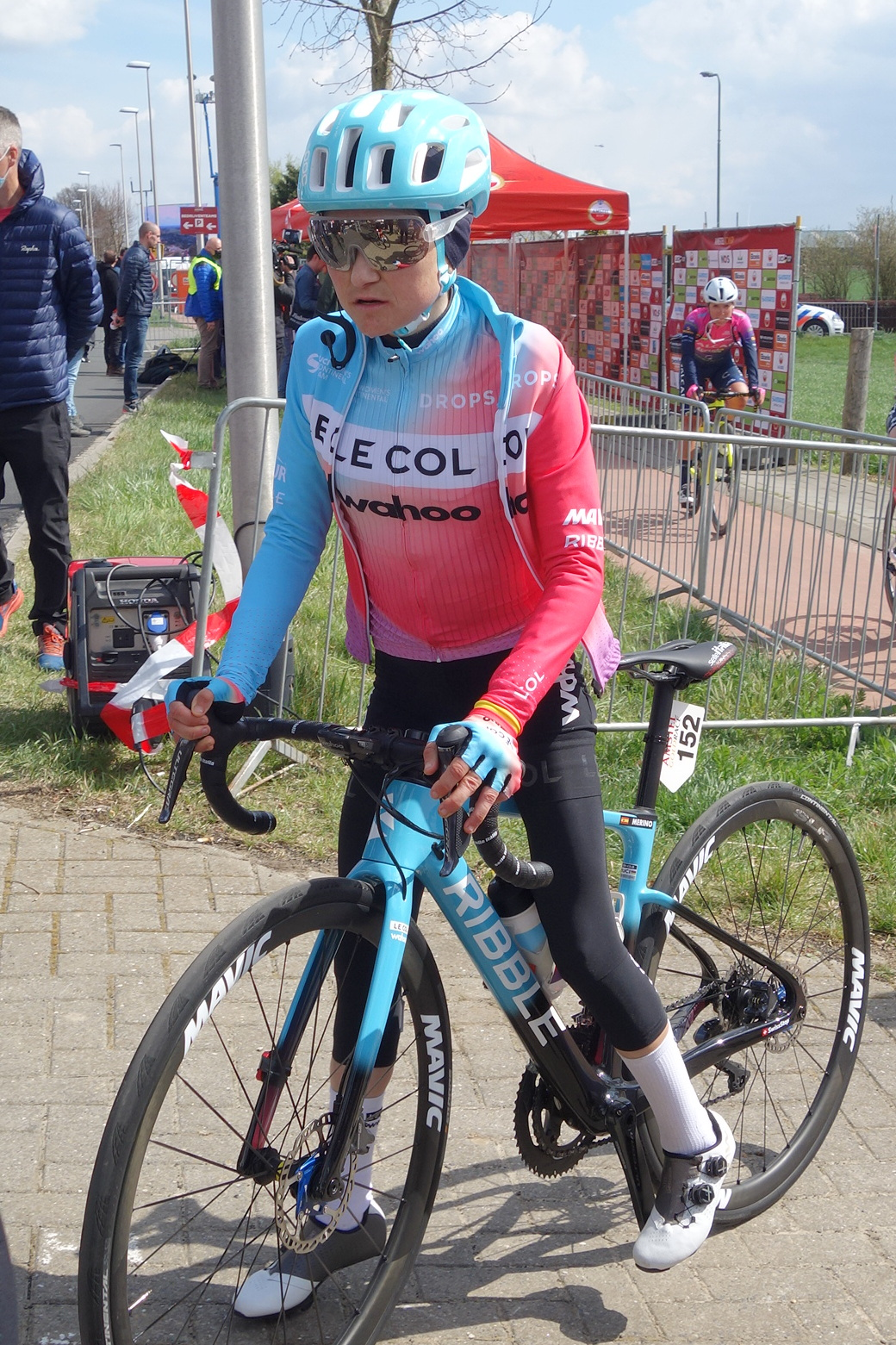
Merino na de Amstel Gold Race 2022.

2009
 Spaans kampioene veldrijden, nieuwelingen
2011
 Spaans kampioene op de weg, junioren
 Spaans kampioenschap tijdrijden, junioren
2012
 Spaans kampioenschap op de weg, junioren
2014
Jongerenklassement Emakumeen Bira
2015
 La Classique Morbihan
2017
Eindklassement en 1e etappe Vuelta a Burgos
Beste Baskische renster Emakumeen Bira
 Durango-Durango Emakumeen Saria
2018
 Spaans kampioene op de weg, Elite
 Spaans kampioenschap tijdrijden, Elite
4e etappe Tour de l'Ardèche
2020
 Spaans kampioenschap op de weg

### Uitslagen in voornaamste wedstrijden
| Jaar | Ronde van Vlaanderen | Amstel Gold Race | Luik-Bast.‑Luik | Spaans kampioenschap | Emakumeen Saria | Classique Morbihan |  | WK op de weg |
| ---- | -------------------- | ---------------- | --------------- | -------------------- | --------------- | ------------------ |  | ------------ |
| 2012 |                      |                  |                 |                      | 51e             |                    |  |              |
| 2013 |                      |                  |                 | 11e                  | 30e             |                    |  |              |
| 2014 |                      |                  |                 | 5e                   | 33e             |                    |  |              |
| 2015 |                      |                  |                 | 15e                  | 27e             | Brons              |  |              |
| 2016 |                      |                  |                 | 11e                  | 20e             | 20e                |  |              |
| 2017 | 51e                  |                  |                 | 4e                   | Brons           | 10e                |  | 56e          |
| 2018 |                      |                  |                 | Goud                 | 9e              | 8e                 |  | 34e          |
| 2019 |                      |                  | 30e             | 4e                   |                 | 9e                 |  | 35e          |
| 2020 |                      |                  |                 | Brons                | 15e             |                    |  |              |
| 2021 |                      | 77e              | 30e             | 6e                   | 13e             |                    |  | 55e          |
| 2022 |                      | 36e              |                 |                      |                 |                    |  |              |

Biannic · García · González · Jasińska · Llamas · Merino · Neylan · Oyarbide · Rodríguez · Teruel
Biannic · Fournier · García · González · Gutiérrez · Jasińska · Llamas · Merino · Oyarbide · Rodríguez · Teruel
Aalerud · Biannic · Erić · González · Guarischi · Gutiérrez · Merino · Oyarbide · Rodríguez · Teruel
Van Agt (vanaf 1/5) · Christian · Van der Duin · Van 't Geloof · Holden · King · Martins · Merino · Moberg · Perkins · Tacey · Towers · Vandenbulcke · Verhulst